# Società dei sacerdoti di San Giuseppe Benedetto Cottolengo
La Società dei sacerdoti di San Giuseppe Benedetto Cottolengo (in latino Societas presbyterorum Sancti Ioseph Benedicti Cottolengo) è una società di vita apostolica della Chiesa cattolica. I membri della società, che pospongono al loro nome la sigla S.S.C., sono popolarmente detti cottolenghini.

## Storia
Trae origine dalla Piccola casa della Divina Provvidenza, inaugurata a Torino dal sacerdote italiano Giuseppe Benedetto Cottolengo il 27 aprile del 1832 per accogliere ed assistere gli ammalati, i mendicanti e gli emarginati: nel 1839, per la cura pastorale dei fratelli e delle sorelle dell'opera, il Cottolengo fondò una società di sacerdoti senza voti con vita comune.
La Santa Sede approvò la società il 29 aprile 1969.

## Diffusione
Al 31 dicembre 2005, la compagnia contava 6 case e 57 membri, 44 dei quali sacerdoti. Sono presenti in Italia, Kenya, Stati Uniti d'America, Svizzera, India, Ecuador e Tanzania.